# Linares (Chile)
Linares é uma comuna da província de Linares, localizada na Região de Maule, Chile. Possui uma área de 1.465,7 km² e uma população de 93.603 habitantes (2017). A população da cidade de Linares é de aproximadamente 80.000 habitantes, sindo atualmente a terceira maior cidade da Região do Maule em número de habitantes.
A cidade foi fundada em 1794 por Ambrosio O'Higgins, (naquele tempo vice-rei do Peru).

## Perfil económico
A comuna de Linares (e a sua província) tem condições climáticas favoráveis e uma boa irrigação natural em seu vale central. Portanto, em Linares, os agricultores e agro-indústria são muito importantes na economia local. As culturas mais rentáveis são feitas a partir de grãos (arroz, milho, trigo e cereais secundários), a partir de produtos hortícolas (tomates, alcachofras, couve-flor, alface, cebola) de leguminosas (lentilhas, feijão), frutas (especialmente frutas kiwi, maçã, frutas vermelhas, uvas, melões, melancias, pêssegos, nectarinas), os vinhos de qualidade, a partir da beterraba. A cidade de Linares é um importante centro da indústria de açúcar de beterraba.

## Catedral

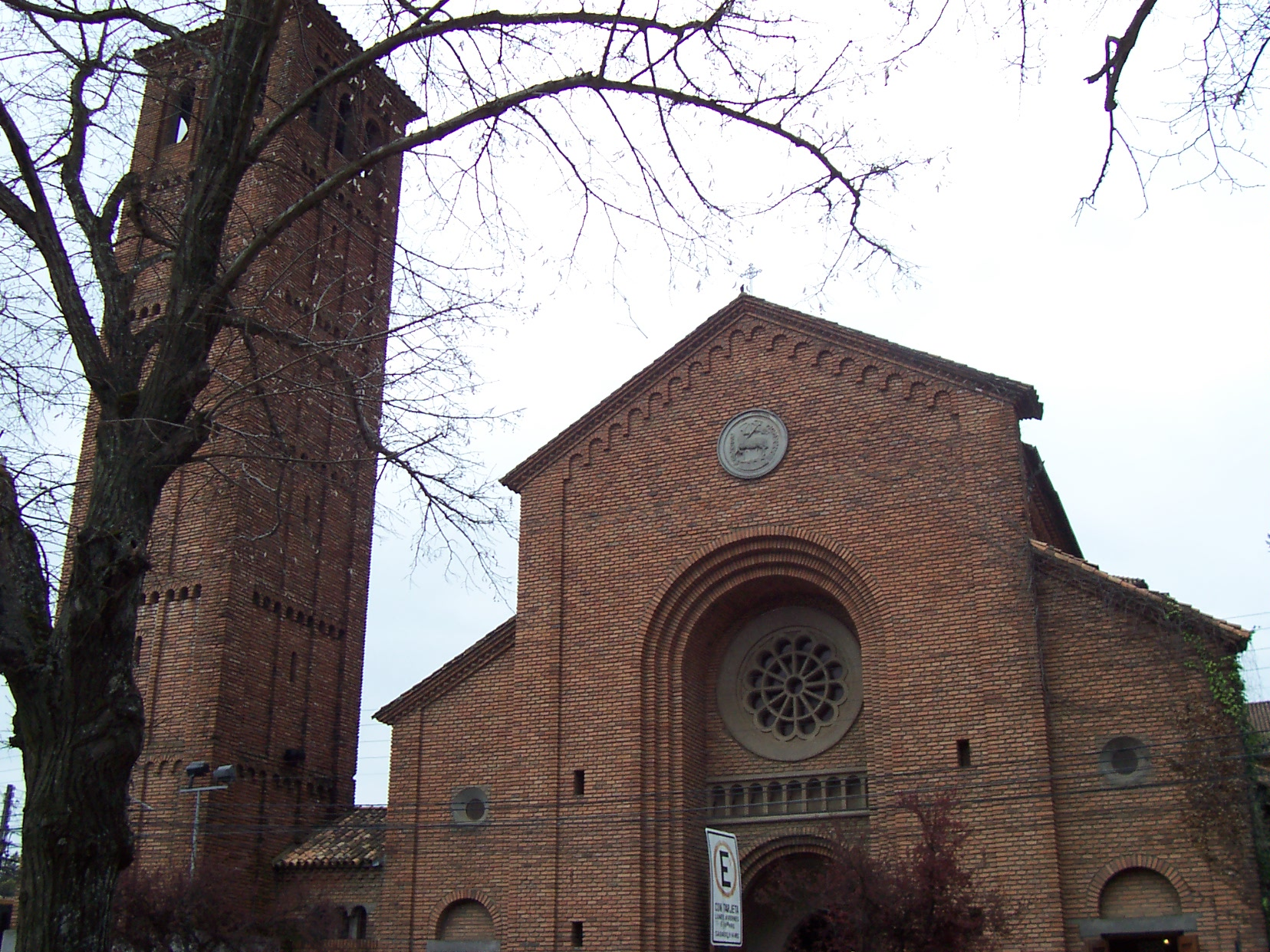
Catedral de Santo Ambrósio.

A belíssima Catedral (Igreja de San Ambrosio de Linares) é a sede da Diocese de Linares e é baseado no modelo da Basílica de Santo Ambrósio, Milão. A actual catedral, de estilo românico, foi construído após a destruição da antiga catedral, como resultado de um terremoto.